# Luis Toro
Luis Toro Salazar (* 21. September 1925; † unbekannt) war ein venezolanischer Radrennfahrer.

## Sportliche Laufbahn
Toro war im Bahnradsport aktiv und Teilnehmer der Olympischen Sommerspiele 1952 in Helsinki. Der Bahnvierer aus Venezuela wurde mit Luis Toro, Danilo Heredia, Andoni Ituarte und Ramón Echegaray in der Mannschaftsverfolgung auf dem 20. Platz klassiert. Im Sprint war Toro im Vorlauf gegen Jan Hijzelendoorn jr. ausgeschieden.
Bei den Panamerikanischen Spielen 1951 in Buenos Aires gewann er die Bronzemedaille in der Mannschaftsverfolgung.